# Tipula (Lunatipula) parapeliostigma
Tipula (Lunatipula) parapeliostigma is een tweevleugelige uit de familie langpootmuggen (Tipulidae). De soort komt voor in het Palearctisch gebied.